# Steinbach (Dresden)
Steinbach ist ein Ortsteil im Westen der sächsischen Landeshauptstadt Dresden. Er befindet sich am Stadtrand in der gleichnamigen Gemarkung und gehört zur Ortschaft Gompitz. Steinbach gehört zum statistischen Stadtteil Gompitz/Altfranken, innerhalb dessen der Ortsteil den statistischen Bezirk 995 Steinbach bildet.

## Geografie

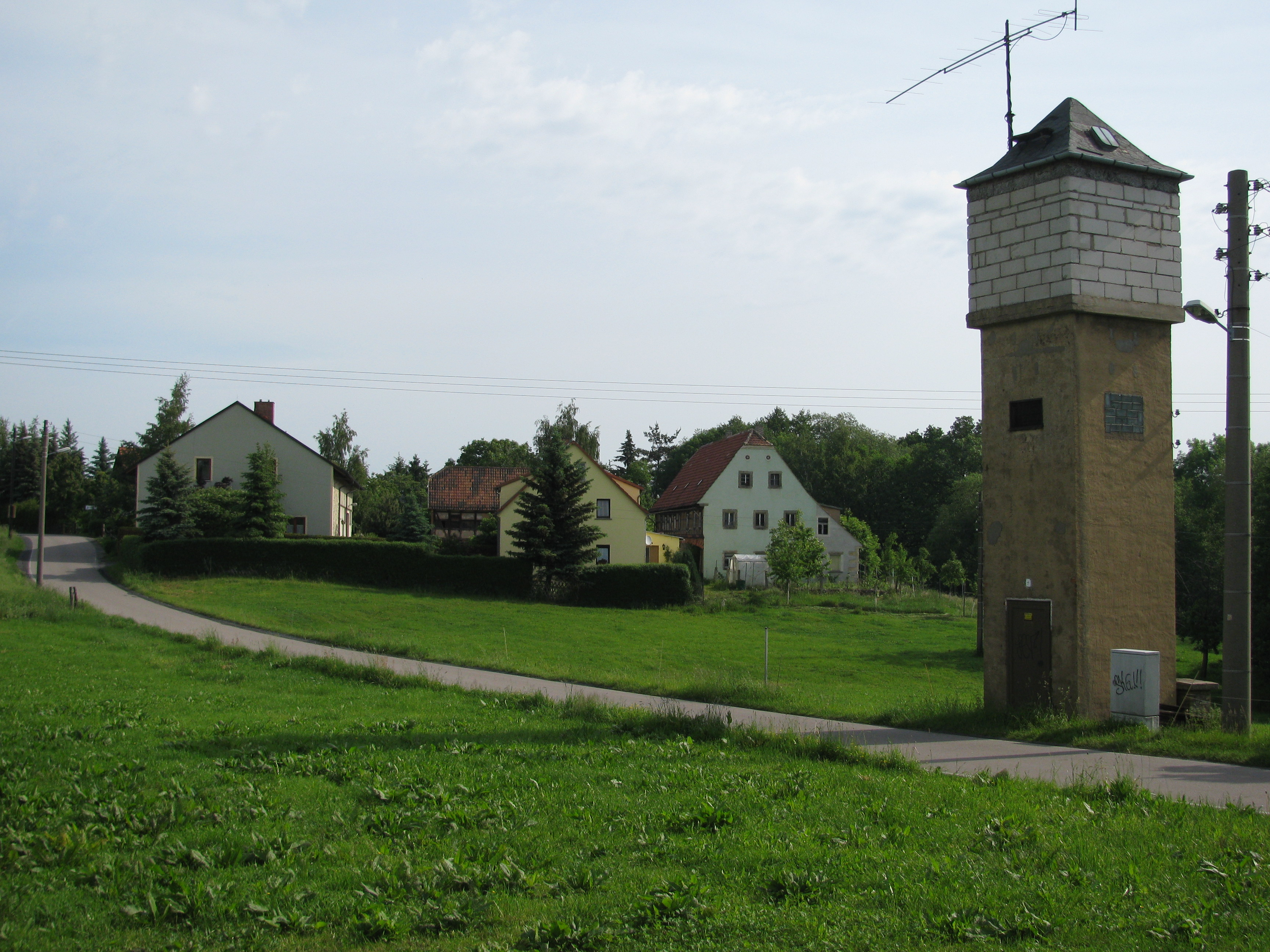
Dorfkern von Steinbach

Steinbach liegt 10 km westlich des Dresdner Stadtzentrums, der Inneren Altstadt, auf der linkselbischen, Meißner Hochland genannten Lösshochfläche. Die Ortslage befindet sich in einer Höhe von etwa 280 m ü. NN und übertrifft dabei die Talsohle der Elbe deutlich. Das Gelände fällt nach Osten langsam zum Elbtalkessel hin ab. Steinbach liegt am Zschonerbach, der etwas weiter östlich in den Zschonergrund eintritt. Der Ortsteil Steinbach hat sich seinen dörflichen Charakter bewahrt, obgleich sich unmittelbar östlich der Ortslage eine Autobahn befindet. Außerhalb des an der Grundstraße gelegenen Dorfkerns, in dem mehrere Vierseithöfe erhalten blieben, stehen mehrere Wohnhäuser. Prägend sind die ausgedehnten, landwirtschaftlich genutzten Flächen.
Benachbarte Gemarkungen sind die anderen Dresdner Ortsteile Unkersdorf und Roitzsch im Norden, das bereits zur Ortschaft Mobschatz gehörige Podemus im Osten sowie Zöllmen und Pennrich im Süden. Im Südwesten grenzt der Wilsdruffer Ortsteil Kesselsdorf an.
Ähnlich wie die Zöllmener, wird auch die Steinbacher Flur mittig durch die Trasse der A17 durchschnitten, die hier in Nord-Süd-Richtung verläuft und den Zschonergrund überbrückt. Der Dorfkern wird vorwiegend durch die Grundstraße und die parallel verlaufende Kreisstraße 6240 an die umliegenden Ortsteile angebunden. Einziges öffentliches Verkehrsmittel in Steinbach ist die Buslinie 91, die von Satra Eberhardt betrieben wird.

## Geschichte
Das ursprüngliche Waldhufendorf Steinbach wurde 1361 bereits mit seiner heutigen Schreibweise erstmals erwähnt. Der Ortsname ist deutschen Ursprungs und nimmt Bezug auf die Lage des Ortes am Zschonergrundbach; auch der aus dem Slawischen stammende Name des an dessen Mündung in die Elbe gelegenen Dresdner Stadtteils Kemnitz bedeutet übersetzt Steinbach. Im Jahre 1378 wird das Dorf als Steynbach und 1403 wieder als Steinbach bezeichnet. Zur Unterscheidung von den vielen anderen Orten mit diesem Namen – allein in Sachsen befinden sich sieben weitere – trug es 1875 den Zusatz bei Kesselsdorf.
Bereits in der Bronzezeit war das Gebiet um Steinbach besiedelt, was verschiedene Funde aus der Umgebung bezeugen. Im Jahre 1922 wurde zudem eine römische Bronzemünze mit dem Konterfei des Kaisers Konstantin II., die aus dem 4. Jahrhundert stammt, auf der Steinbacher Flur entdeckt. Steinbach selbst wurde jedoch erst in der Zeit der deutschen Ostsiedlung, also im 13. Jahrhundert, gegründet. Östlich benachbart, vermutlich in der Nähe der Schulzenmühle, befand sich in dieser Zeit der heute wüst liegende Ort Zschon, nach dem der Zschoner Grund benannt worden ist. Die längliche Form der weit nach Osten reichenden Gemarkung Steinbach kann sich auch dadurch erklären, dass die Fluren von Zschon an Steinbach übergingen.
Steinbach lag am alten Verbindungsweg zwischen dem Kloster Altzella bei Nossen und Leubnitz, einem Stadtteil im Süden Dresdens. Im 14. Jahrhundert waren die Bewohner dem Meißner Lorenzhospital und dem Amt Dresden zinspflichtig. In den Jahren 1445 und 1539 wird in Steinbach ein Vorwerk erwähnt. Bereits aus der Mitte des 16. Jahrhunderts ist belegt, dass Steinbach zweigeteilt war; dies hatte weitere 300 Jahre lang Bestand und führte auch zu einer Aufteilung in ein zum Amt Dresden und ein zum Erbamt Meißen gehörendes Gebiet. 
Im etwas größeren Teil, der zum Rittergut Scharfenberg und damit denen von Miltitz gehörte, betrieben Hufner Ackerbau. Der kleinere Teil unterstand zunächst dem Zweig des Geschlechts von Schönberg, der auf dem Rittergut Rothschönberg saß, und bestand aus Häuslern, die sich mit dem Wein- und Obstbau beschäftigten. Durch eine Erbteilung ging die Grundherrschaft über den Schönberger Ortsteil im Jahr 1691 zusammen mit dem nahen Leuteritz an Hans Heinrich von Schönberg über, der das Rittergut Maxen kurz zuvor erworben hatte. Auch Adam Rudolph von Schönberg, der letzte Generalpostmeister am kurfürstlich-sächsischen Hof zu Dresden, war im 18. Jahrhundert einer der Leuteritzer Gutsherren. 

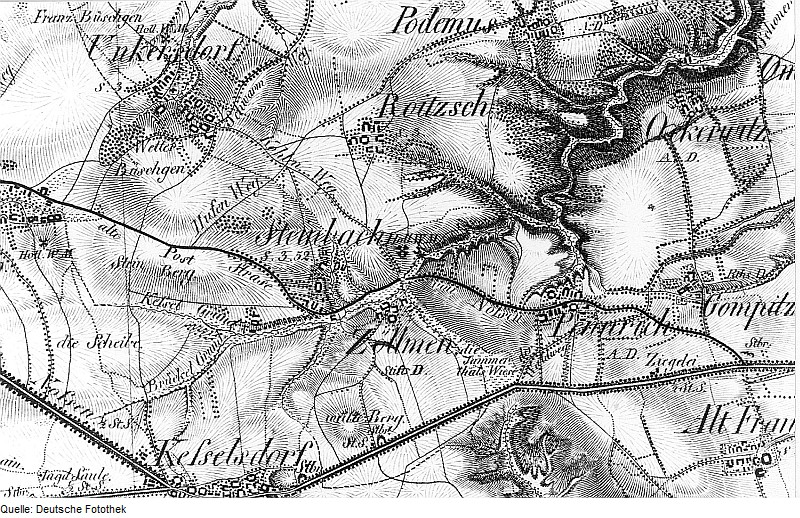
Steinbach und seine Nachbardörfer um 1821

Anfänglich war Steinbach vollständig nach Briesnitz eingepfarrt, doch die Teilung bewirkte, dass der größere Teil des Dorfes der Unkersdorfer Parochie unterstellt wurde. Seit 1902 gehören beide Teile zur Pfarre Unkersdorf. Als Erwerbszweig der Bewohner dominierte die Landwirtschaft; auch eine Windmühle wurde im Ort betrieben. In der Mitte des 18. Jahrhunderts zogen Kriege das Dorf stark in Mitleidenschaft. So lag Steinbach mitten im Schlachtfeld der Schlacht bei Kesselsdorf. Im Siebenjährigen Krieg brannten preußische Truppen mehrere Bauerngehöfte nieder, die daraufhin mehrere Jahre lang wüst lagen. Zu Kampfhandlungen kam es in Steinbach auch während der Befreiungskriege. 
In der Folge der Einführung der Sächsischen Landgemeindeordnung erhielt auch Steinbach den Status einer Landgemeinde, deren Fluren sich über 155 ha erstreckten. Dazu wurden beide Dorfteile vereinigt und gemeinsam dem Gerichtsamt Wilsdruff und ab Ende des 19. Jahrhunderts der Amtshauptmannschaft Meißen unterstellt. Erst wenige Jahre nach dem Zweiten Weltkrieg büßte Steinbach seine Selbstständigkeit ein. Am 1. Juli 1950 wurde es mit Roitzsch nach Unkersdorf eingegliedert und kam als Teil dieser Gemeinde 1974 an Gompitz, das 1993 noch durch Ockerwitz vergrößert wurde. Durch die Auflösung des Kreises Dresden-Land zum 1. Januar 1996 wurde Steinbach Teil des Landkreises Meißen. Am 1. Januar 1999 wurde es schließlich nach Dresden eingemeindet. Der Autobahnbau der A17, gegen den zwischen 1997 und 1999 mehrere Autobahngegner in einem Hüttendorf zwischen Steinbach und Zöllmen demonstriert hatten, erfolgte um 2000. 

### Einwohnerentwicklung
| Jahr    | Einwohner                    |
| ------- | ---------------------------- |
| 1551/52 | 7 besessene Mann, 4 Inwohner |
| 1764    | 9 besessene Mann, 6 Gärtner  |
| 1834    | 103                          |
| 1871    | 132                          |
| 1890    | 136                          |
| 1910    | 138                          |
| 1925    | 125                          |
| 1939    | 114                          |
| 1946    | 151                          |
| 1990    | siehe Gompitz (Ortschaft)    |